# Szűz-torony
A Szűz-torony (azeriül: Qız qalası) egy valószínűleg 12. századi műemléképület Baku óvárosban, Azerbajdzsánban. A Şirvanşah-palota mellett, amely a 15. századból származik, 2001-ben felkerült az UNESCO világörökség listájának IV. kategóriájú műemlékei közé „Baku fallal körülkerített része a Şirvanşah térrel és a Szűz-toronnyal” néven.  Azerbajdzsán egyik leghíresebb nemzeti jelképe, így számtalan azerbajdzsáni bankjegyen és a hivatalos bélyegen szerepel.

## Leírása
A tornyot Baku legfenségesebb és leginkább titokzatos műemlékének tartják, amely egykoron szilárd sziklaalapokra épült, és közvetlenül a tengerparton állva mutatta az arab, perzsa és oszmán hatások keveredését. Az épületet egy természetes olajkút mellé építették. A Szűz-torony, amely egyedülálló az Abşeron-félsziget, valamint Azerbajdzsán erődítményei között is, egyedi magasságával és megjelenésével, valamint egyedi elrendezésével hívja fel magára a figyelmet. A torony hengeres, felfelé keskenyedő nyolcemeletes építmény, amelynek magassága 29,5 méter, 16,5 méteres alapátmérővel. A falak rendkívül vastagok, az alapoknál 5 méter, míg a felső emeleten 3,2–4,2 méter közé esik a szélességük, becslések szerint a beépített kőmennyiség vetekszik a városfalakéval. A rendelkezésre álló belső tér állítólag 200 ember befogadására is alkalmas. A fő torony hosszú, keskeny, tömör támasza kelet felé néz, és azon napkelte felé mutat, amely nap-éj egyenlőségeknél figyelhető meg, amiből arra a következtetésre jutottak, hogy csillagászati megfigyelőhelyként épült, vagy valamilyen vallási szerepe lehetett. Más kutatók úgy ítélték meg, hogy ez a kiemelkedés akár támasztófal vagy hullámtörő is lehet. Cəfər Qiyasi professzor megjegyzi, hogy ennek a meg nem határozott szerepű résznek a felülete további küzdőtér lehetett volna a vár védelmezői számára. Az Abşeron-félszigeti várak teljes védelmi ereje általában a tetőkön összpontosult, és az erőd elleni támadásokkal szembeni ellenállást elsősorban a bástyák sík tetejéből hajtották végre. Az a tény, hogy a támasz párkánya és a kör alakú toronyrész magasságára megegyezik, azt mutatja, hogy a felső szintek között közvetlen kapcsolat volt. A kiemelkedést a keleti oldalra helyezték, ahol várhatóan a legtöbb támadást indíthatták az erőd ellen. A Cavanşir qalası (Cavanşir-erőd) megemlíthető az azerbajdzsáni erődépítészet és a védelem megerősítésére szolgáló létesítmények további hasonló példájaként.
A torony egyetlen bejárata délkelet felé nyílik, ami egy 1,1 méter széles kőboltozatban foglal helyet. Minden emeletén alacsony boltíves tető van egy kő kupolával, amelynek közepén egy nyílás, más néven opaion található, így a legfelső emeletről egészen az első emeletnek a padlójáig le lehet látni. Valamennyi emeletet lépcső köti össze, amely a kör alakú falhoz kapcsolódik, és befelé szűk keskeny ablakok vagy rések világítják meg. A kőfalazatra épített burkolat változatos díszítésekkel rendelkezik, melyeket helyi szürke mészkő burkol, így a gipsz rétegeivel szinte fekete-fehér csíkokat eredményeznek. Az építmény északnyugati részén megmarad az eredeti felület. A legkorábbi rész szögletes sarkokkal rendelkezik. A régészek a torony építési tulajdonságainak részletes vizsgálatával arra jutottak, hogy a kőfalak mind belső, mind külső felületén egykor gyémánt mintás díszítés futott, amely napjainkban még az építmény falának tetején és alján látható. A gyémánt alakú kivágások, amelyek dekoratív elemként funkcionáltak, különösen a nyugati oldalfal külső felületén látványosak. A toronyban megfigyelt finom vonások azt sugallják, hogy azt egy egységként építették fel azonos időszakban, habár a közelmúltbeli felújítások ezt részben cáfolják.
A torony egyik figyelemre méltó része a 0,7 méter átmérőjű, 21 méteres mélységű, a vízzáró rétegig leérő kút, amelyet a második emeleten fedeztek fel. Később a földszinten is találtak egy járatot hozzá, amelyet Abbas Islamov régész fedezett fel a torony vizsgálata során. Ezt a kutat esővízgyűjtő szerkezetnek tekintették, hogy tiszta és friss ivóvízzel lássa el az erődítményt a tenger közelségének ellenére. A fal fülkéiből a kútba lefelé futó 30 cm átmérőjű kerámiacsövet ellátási forrásnak szánták. Mivel az ősi vízvezeték-rendszerről úgy vélik, hogy eredeti formájában maradt fenn, így további vizsgálatokkal rekonstruálni lehetne az eredetileg a torony részeként épített vízgyűjtő hálózatot. A vízvezeték-rendszer kerámiájának és az abban lerakódott iszap termolumineszcens kormeghatározása a Szűz-torony építésének régóta vitatott időpontját is megadhatja. Az építményben a 2. és a 7. emelet közötti összes emeleten félkör alakú ereszcsatorna látható. Szintén kerámiacsövekből készültek, amelyek egymás fölé szereltek fel és mészhabarccsal csatlakoztatták őket egymáshoz. A csöveket feltehetően a fazekaskoronggal készíthették. Ezek átmérője 20–25 cm, 2,2 cm vastag falakkal, és mindegyik szegmens 40-45 centiméter hosszú. Hasonló ereszcsatorna látható a földszinten az alapozási szintig, de négy sarokba került kerámiacsővel, amelynek mérete 22×18 centiméter, és amelyek a falon keresztül futnak.
A Szűz-toronyban jelenleg egy múzeum található, amely bemutatja Baku városának történelmét. A tetőn lévő kilátóból csodálatos kilátás nyílik az óváros sétányára és minaretjeire, a tengerparti sétányra, a İsa bej Hacınski-palotára és a Bakui-öbölre. Az utóbbi években a tetején lévő réztetőt kivilágítják a noruzi (azeriül Novruz bayramı) ünnepségek éjszakáin.  Az építmény múltját rejtélyek és legendák övezik, amelyek az Azerbajdzsán történelmére és az Azerbajdzsán nemzeti kultúrájára vezethetők vissza. A torony történetei és legendái az azerbajdzsáni kultúra és nemzeti örökség részét képezik, egyes történetek balettművek és színdarabok forgatókönyvébe is bekerültek. A torony nevét viseli egy világszínvonalú azerbajdzsáni balett, melyet Əfrasiyab Bədəlbəyli hozott létre 1940-ben.

## Története és kutatása
A Kaszpi-tenger partvonalának visszahúzódása utáni földterületet a 9. és a 15. század között építették be, ekkor került a torony hatalmas bástyája a tengerparttól távolabb, addig ugyanis közvetlenül a part mentén állt. Egyes tudományos források azt mutatják, hogy a Szűz-torony a zoroasztrizmus szent helye volt, és az iszlám előtti építészet kiemelkedő példája Azerbajdzsánban. Davud Axundov régészeti és építészeti bizonyítékokat szolgáltatott ezzel kapcsolatban, és azzal érvelt, hogy az épület a zoroasztriánusok templomtornya, amelynek 7 tűzrakóhely volt a tetején. A zoroasztriánusok úgy gondolták, hogy 7 lépés és 7 égbolt vezet a mennybe. Davud Axundov és Həsən Həsənov szerint a Tűz-templom tornyát körülbelül Kr. e. 8. és 7. században építhették.
Sara Aşurbəyli professzor és történész, Baku történetének szakértője kiderítette, hogy az alapjai, amelyek a földszint alatt 15 méterre nyúlnak le, és az alsó három emelet eredetileg a 4. és 6. században épülhetett, erre utal, hogy jelentős különbség van a toronyban használt kő és a körülötte lévő középkori városban használt kő között. Ezt a következtetést részben Leonyid Bretanyickij történész támasztja alá, aki szerint a tornyot részben az 5. és 6. században, majd később a 12. században építették. A helyszínről azt hitték, hogy eredetileg a szászánida korszakban használták, mint zoroasztriánus templomot. A déli falon 14 méter magasan található egy felirat, amely régi kufikus írással említi a Qubbeye Masud ibn Davud vagy Kubey Mesud ibn Da’ud (Maszúd, Dávid fia tornya) nevű, a 12. században tevékenykedő építészt, aki annak az építésznek az apja, aki a Mardakan-körtornyot építette. Ez azonban vitatott, mivel a felirat, ellentétben a Madakan-toronyéval, valójában nem bizonyítja, hogy építész volt-e, bár általánosan egyetértés van abban, hogy a jelenlegi építmény nagy része a 12. századból származik. Ahmadov professzor úgy véli, hogy a tornyot a rekonstrukció idejétől csillagászati obszervatóriumként használták, mivel a torony alsó részén 30 és a felső szakaszban 31 kőkiemelkedés egy kősávval van összekötve, ami a hónapok napjait jelképezi. Mivel egykor a Kaszpi-tenger partján állt, és folyamatosan tűz égett a tetején, több tudós is felvetette, hogy esetleg világítótoronyként használhatták az épületet.
A legutóbbi, a földszinten 1962–63-ban végzett régészeti ásatások szerint a torony egy, a tenger felé lejtő nagy sziklára épült, és a fő toronyból kinyúló oldalsó támaszték szerkezeti stabilitást nyújtott a torony számára. További feltárások során az alapjainál 14 méter magasságú fatámaszokat is felfedeztek, ebből földrengésálló kialakításra következtették. Az is kiderült, hogy a torony hengeres alakja mellett az, hogy az 5 méter vastag alapfalak felfelé 4,5 méteresre keskenyednek, ezzel szilárdabb szerkezetet biztosítottak a földrengések túléléséhez az évszázadok során. Azt is megemlítik, hogy a tornyot egy lépésben építették, nem pedig más időpontokban, ahogyan néhány tudós gondolja. A tornyokat és más városfalakat az orosz uralom alatt, 1806-ban megerősítették, így jó állapotban maradtak fenn az utókor számára.
Míg a Szűz-torony építésének dátumára vonatkozó sok elmélet meggyőző bizonyítékokon alapszik, vannak olyan elképzelések is, amelyek nem haladják meg a spekuláció szintjét. A Szovjetunió irodalmában elterjedt információ volt, miszerint a torony állítólag egy Domitianus római császár tiszteletére felállított „Császár-templom” volt, és a Krisztus utáni 1. századból származik, ám ez egy olyan állítás, amelynek sem történelmi, sem tudományos alapja nincsen.
A Szűz-torony szerepelt az 1992–2006 közötti azeri 1 és 250 manatos bankjegyeken, az 1996-ban kibocsátott tízmanatos címletű bankjegy előoldalán, valamint az 50 qəpik érmének előlapján 1992–2006 között, és a 2006 óta vert 5 qəpik érme hátoldalán.

## Világörökségként
A város kulturális értékei, beleértve a tornyot és a városfalakat, az UNESCO-világörökségként nyilvántartásba vételt követően, 2000-ben egy földrengést következtében súlyosan megrongálódtak. Jellemző a Szűz-toronyra, hogy a rendkívül vastag falainak hála jóformán érintetlenül megúszta a katasztrófát. Az UNESCO, látván az azeri hatóságok erőfeszítéseinek hiányát a kulturális örökségek megőrzésénél, a műemlékeket 2004 és 2009 között a veszélyeztetett világörökségi helyszínek kategóriába sorolta, indoklásuk szerint a „hitelesség elvesztése részben az országot sújtó 2000-es földrengés, valamint a városfejlesztési nyomás miatt.” Miután azonban az érintett hatóságok kidolgozták a műemlékvédelmi terveket, és biztosítottá vált az épületek megfelelő megőrzése és kezelése, az UNESCO 2009-ben eltávolította a „veszélyeztetett” címkét. A torony rendkívül népszerű turistacélpont, a Şirvanşah-palotával együtt 2019-ben mintegy 250 000 ember kereste fel, ezzel Baku leglátogatottabb helyszínének számítanak.

## Legendák és történetek
Egyesek szerint a torony onnan kapta a nevét, hogy hiába ostromolták meg többször is, de az ellenség sohasem tudta elfoglalni. A névadást az is magyarázhatja, hogy állítólag háborúk idején itt helyezték biztonságba a fiatal szűzlányokat és a nőket. Más legendák is léteznek a Szűz-toronyból, ezekből olvasható itt néhány.

### Zoroasztriánus legendák

#### Legenda a torony tetején égő tűzről
Egyszer régen egy ellenség ostromolta Baku várát, a lakosok azonban megtagadták az erődítmény átadását. Úgy döntöttek, hogy harcolnak és megvédik az életüket és az erődöt. Baku lakói nagy bátorsággal harcoltak, de az erődben lévő helyzet egyre veszélyesebbé vált. Az ellenség szoros ostromgyűrűbe fogta az építményt, valamint elvágta a vízellátást is. Víz és élelem nélkül a védőknek nem volt esélyük a túlélésre. Eközben a Legfőbb Magi és más papok imádkoztak a Szent Tűz-templom tornyában. Együtt könyörögtek Ahura Mazdá istenhez, kérve őt, hogy védje és segítse az embereket. Néhány napos imádkozás után az istenség meghallotta a papok imáit. Erős és pusztító földrengést okozott,ennek eredményeként több ezer ellenséges katona meghalt, a néhány túlélő elmenekült. Így a bakuiak megmenekültek a rabszolgaságtól, de az akkor gyújtott Szent Tüzeket megtartották a Tűz-templom tornyának tetején.

#### Legenda a tűzhajú lányról
Az ősi időkben az ellenség körülkerítette a Baku városát. Az ellenség utasította Baku embereit, hogy adják meg magukat, ám erre nem voltak hajlandóak. Az ellenség végül ostromot indított, hogy lerombolja az erődöt, és minden lakót rabszolgaként adjon el. Sok védő meghalt, amikor megpróbálták megállítani a támadásokat. Eközben az ellenség parancsnoka elrendelte a vízellátó vezetékek tönkretételét, emiatt mindenki szomjas volt már a bennlévők közül. Az erődben állt egy Tűztemplom. És a legfőbb mágus, más papokkal együtt, a Szent Tűznél imádkoztak az erődítmény Tűztemplomának tornyában, és Ahura Mazdát kérték az emberek megsegítésére. Végül az isten meghallotta imájukat. Másnap a nép látta, hogy a Szent Tűz nagy darabja leesett a torony tetejéről, majd egy gyönyörű lány jött ki a tűzből. Hosszú haja olyan volt, mint a tűznek a lángja. A tömeg térdre esett és imádkozni kezdett hozzá. Ám a lány megszólalt: „Ne aggódjatok. Segítek és megvédelek titeket. Adjatok nekem egy kardot és egy sisakot. Az ellenség nem láthatja meg a hajamat, most pedig nyissátok ki az erőd kapuját!” Eközben az ellenség vezére kint várakozott a vár előtt egy párbajra. Ha az erőd bajnoka megnyeri a harcot, akkor az ellenség hadserege visszavonul. De ha az ellenség nyerné meg, akkor elfoglalnák az erődöt, és minden túlélő lakos rabszolga lenne. Az erőd kapuja kinyílt, és az ellenség parancsnoka látta, hogy egy bajnok jön harcolni vele. Megkezdődött a nehéz párbaj. Az egyik isten áldotta pillanatában az erőd hőse legyőzte az ellenséget, és kést tett a nyakához. A parancsnoka felkiáltott: „Te győztél! Ki vagy te? Vedd le a sisakod, látni akarom az arcodat, bajnok!” Erre az levette a sisakot, és így meglátta, hogy az erőd bajnoka egy gyönyörű lány, hosszú tűzszínű hajjal. Ettől igencsak megdöbbent a vezér: „Ó, lány vagy! Bátor és gyönyörű lány! Ha a bakui lányok ennyire bátrak, soha nem fogom tudni elfoglalni az erődödet! Ne ölj meg, szépség!” A férfi a lányba szépsége és bátorsága miatt beleszeretett, és megkérte, hogy jöjjön hozzá feleségül. A lány természetesen nem ölte meg, mivel ő is teljes szívéből beleszeretett a vezérbe. Az ellenség végül nem foglalta el Bakut, és a helyi emberek a tornyot elnevezték Szűz-toronynak.

### Iszlám legenda
Egyszer régen az egyik király beleszeretett a saját gyönyörű, még érintetlen lányába. A leány megpróbált ellenszegülni, végül beleegyezett a dologba, de előlegként egy saját lakótornyot kért magának. Az épület elkészülte után azonban egyből bezárkózott oda, hogy megakadályozza a gyalázatos tervet, így a felbőszült apa hosszas ostromba kezdett. A lány, félve a megbecstelenítéstől, inkább levetette magát a torony tetejéről, hogy ne jusson az ostromlók kezére.
Egy ehhez hasonló legenda szerint egy fiatal hercegnőt kényszerházasságra akartak rávenni, de ő egy szegény halászlegénybe volt szerelmes. Miután szerelme meghalt, a hercegnő levetette magát a torony tetejéről, és a Kaszpi-tenger habjai között örökre eltűnt.

### A modern balett története
Az iszlám legendát dolgozta fel Əfrasiyab Bədəlbəyli a torony helyi nevét kapó Qız qalası című híres balettművéhez, amely az első keleti muszlim országban bemutatott balett. Az eredeti bemutatóra még 1940-ben, a szovjet időszakban került sor, ami részben átalakította az eredeti cselekményt, így 1999-ben ismét módosítottak azon.
Eszerint a király, miután hazatért egy háborúból, majd megtudta, hogy a felesége lánygyermeket és nem fiút szült neki. Elrendelte, hogy öljék meg lányát, de a dajkája el tudott menekülni vele. Tizenhét évvel később gyönyörű leány lett, akit már el is jegyzett a szerelme, amikor megragadta a király figyelmét. Feleségül akarta venni, és elhozatta a toronyhoz. Dühös vőlegénye megölte a királyt és már az épületben rohant felfelé, hogy megmentse kedvesét a rabságból, ám gyors lépteit hallva a lépcsőn a bezárt menyasszony azt hitte, hogy a király jön hozzá, és félelemtől, valamint hogy hűséges maradhasson kedveséhez, levetette magát a torony tetejéről.

## Galéria

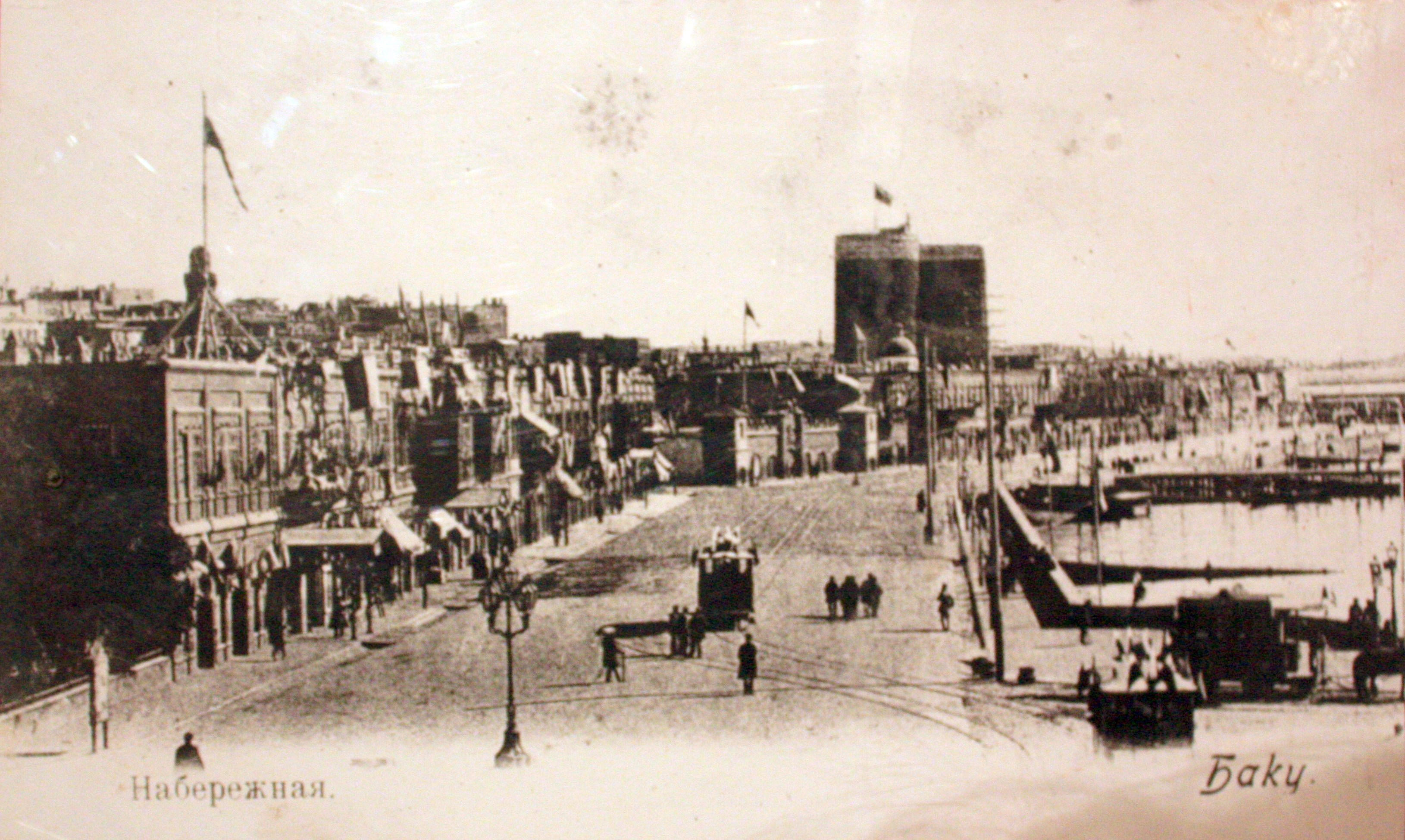
Baku 1870-ben, háttérben a Szűz-toronnyal
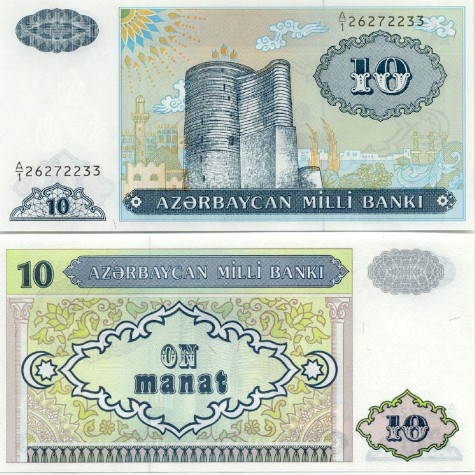
1993-as 10 azeri manat, rajta a toronnyal
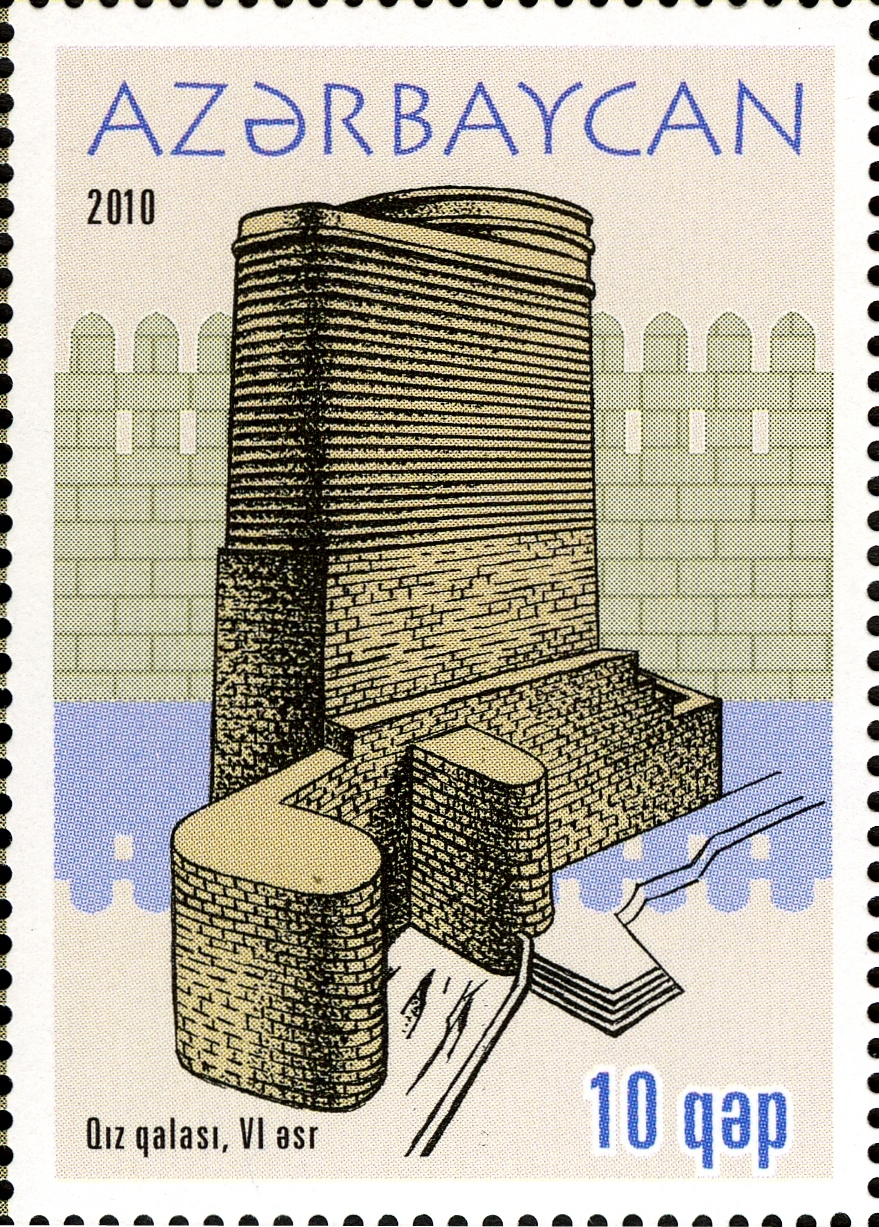
Szereplése egy 2010-es postai bélyegen
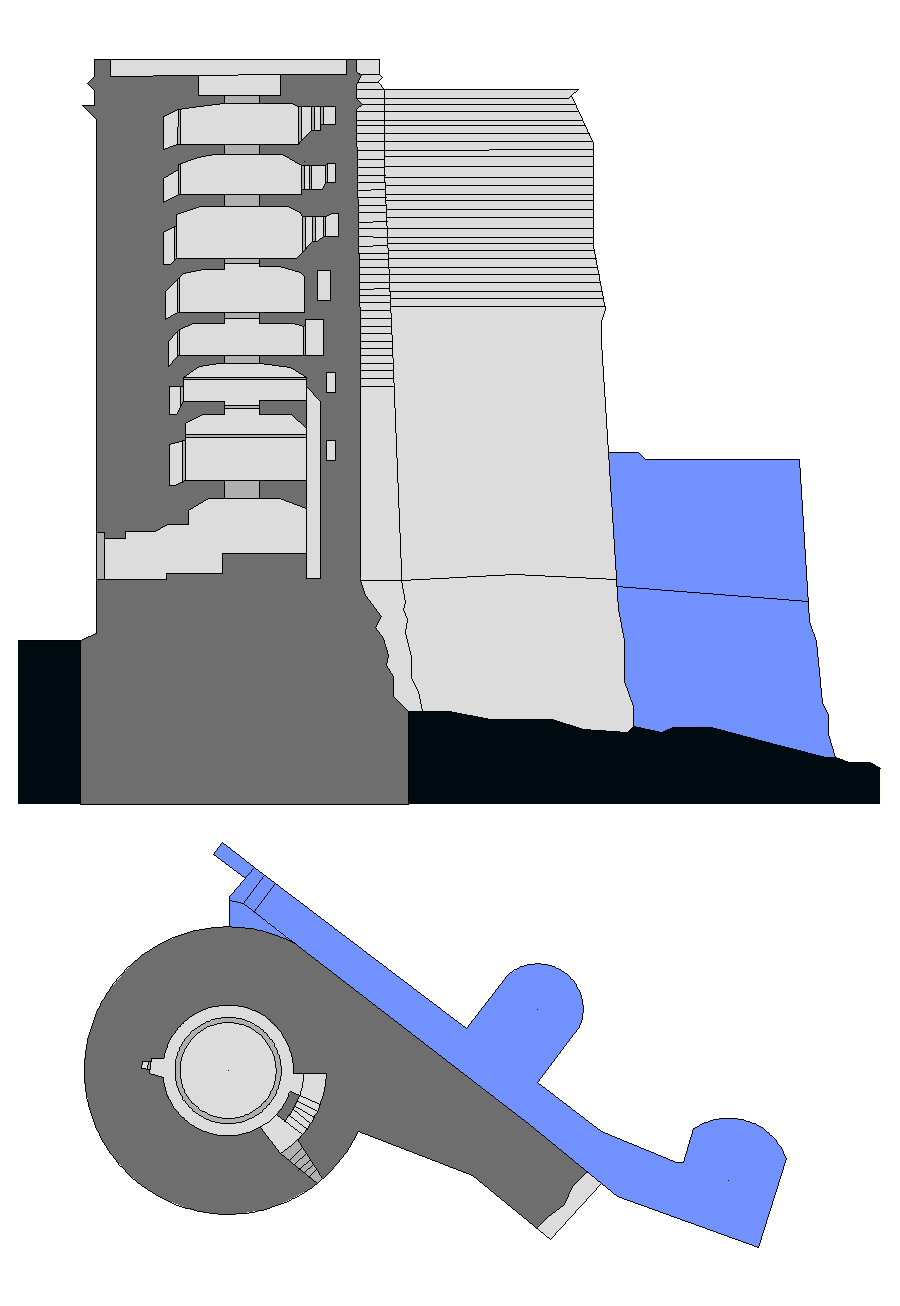
Az épület keresztmetszete
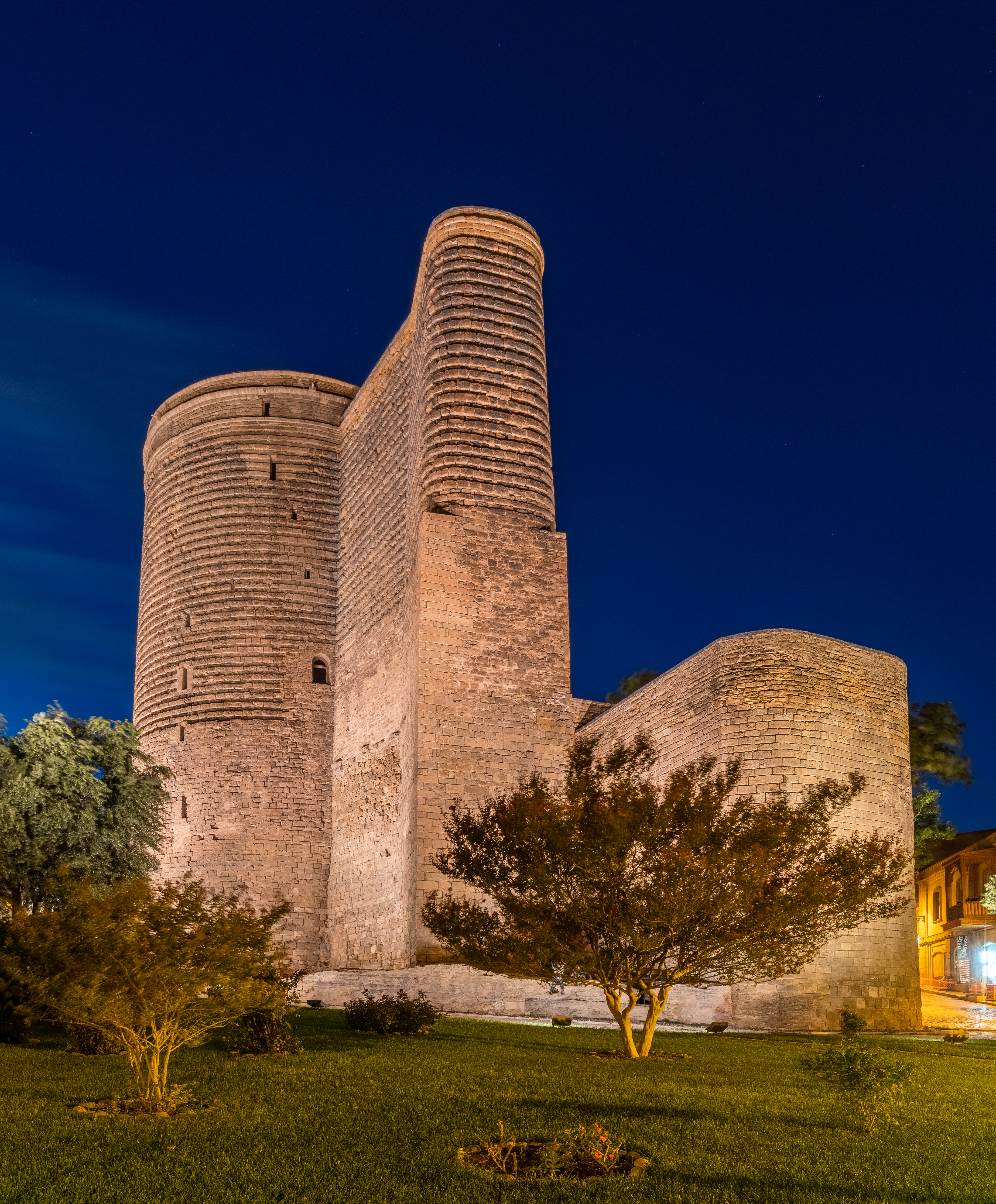
A kivilágított épület
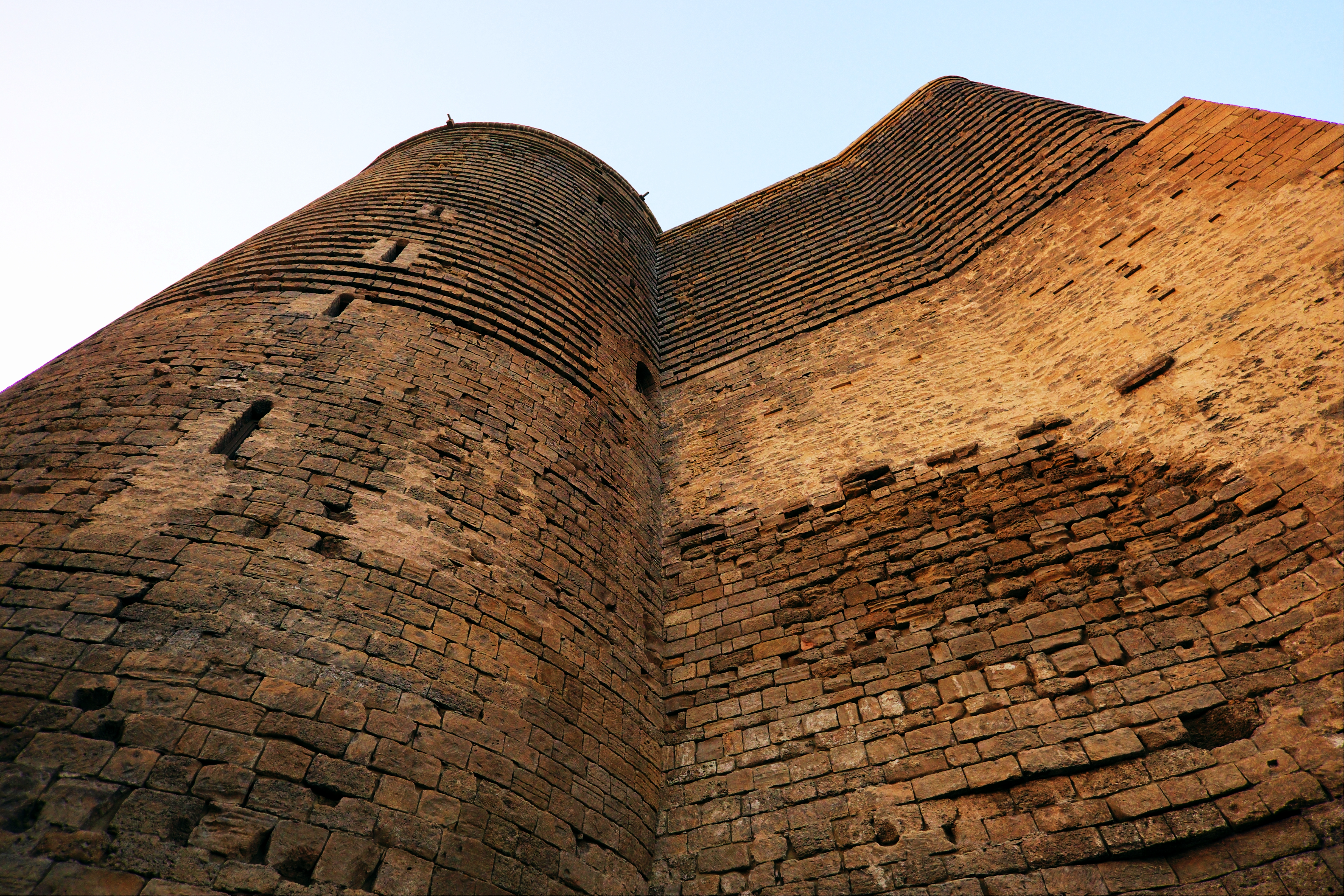
A torony és az oldalsó toldás alulról
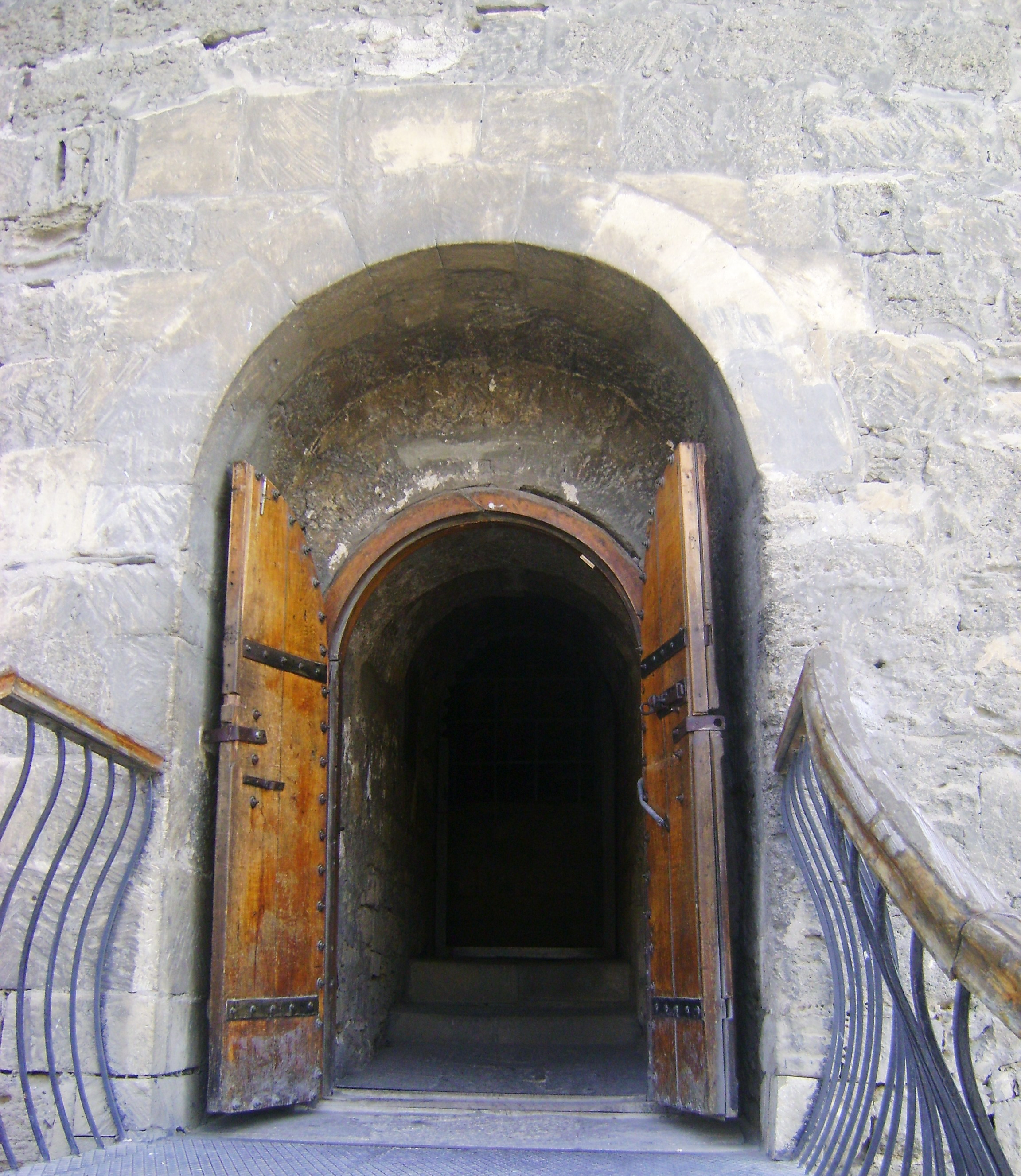
A torony bejárata jól szemlélteti a kőfal vastagságát
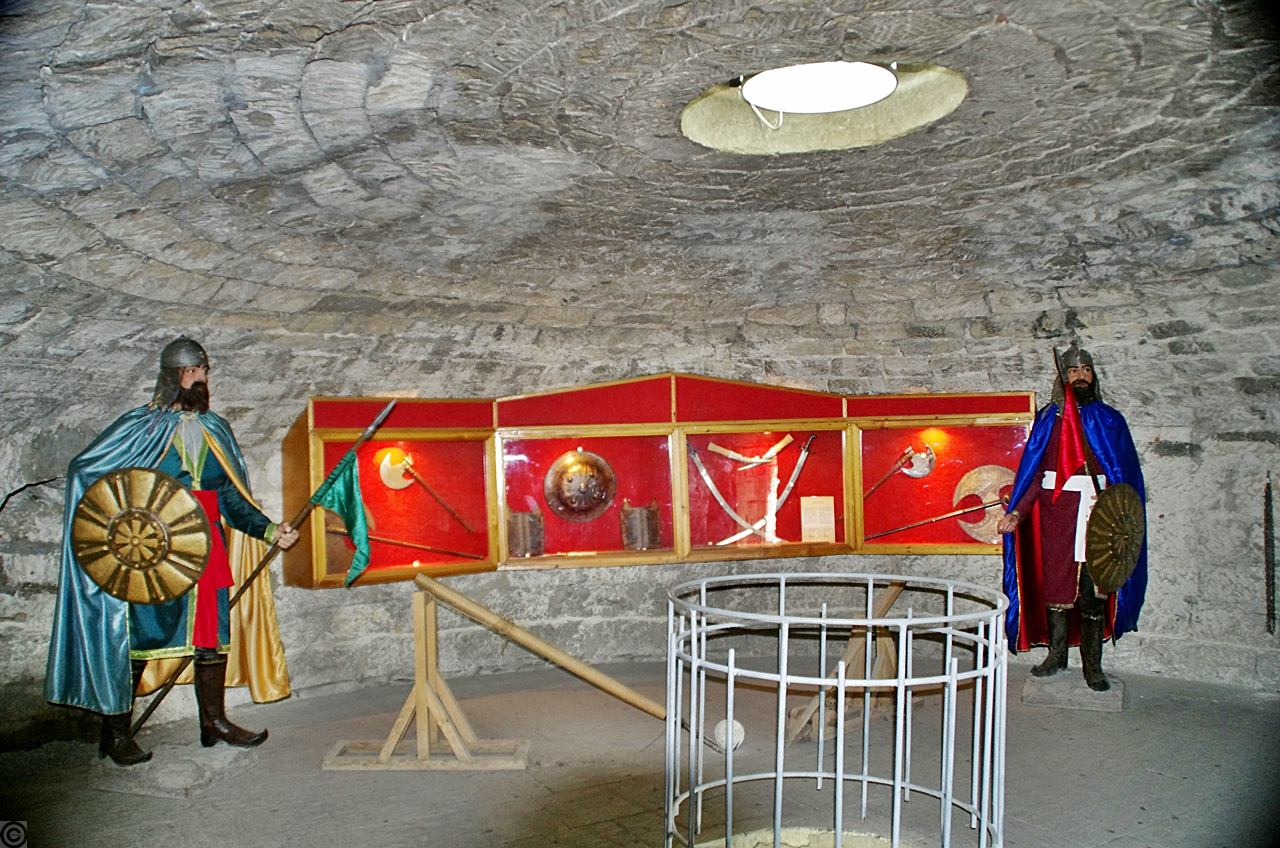
Kiállítás a torony belsejében

## Fordítás
- Ez a szócikk részben vagy egészben  a   Maiden Tower (Baku) című angol Wikipédia-szócikk ezen változatának fordításán alapul.  Az eredeti cikk szerkesztőit annak laptörténete sorolja fel. Ez a jelzés csupán a megfogalmazás eredetét és a szerzői jogokat jelzi, nem szolgál a cikkben szereplő információk forrásmegjelöléseként.